# Agnes Dürer

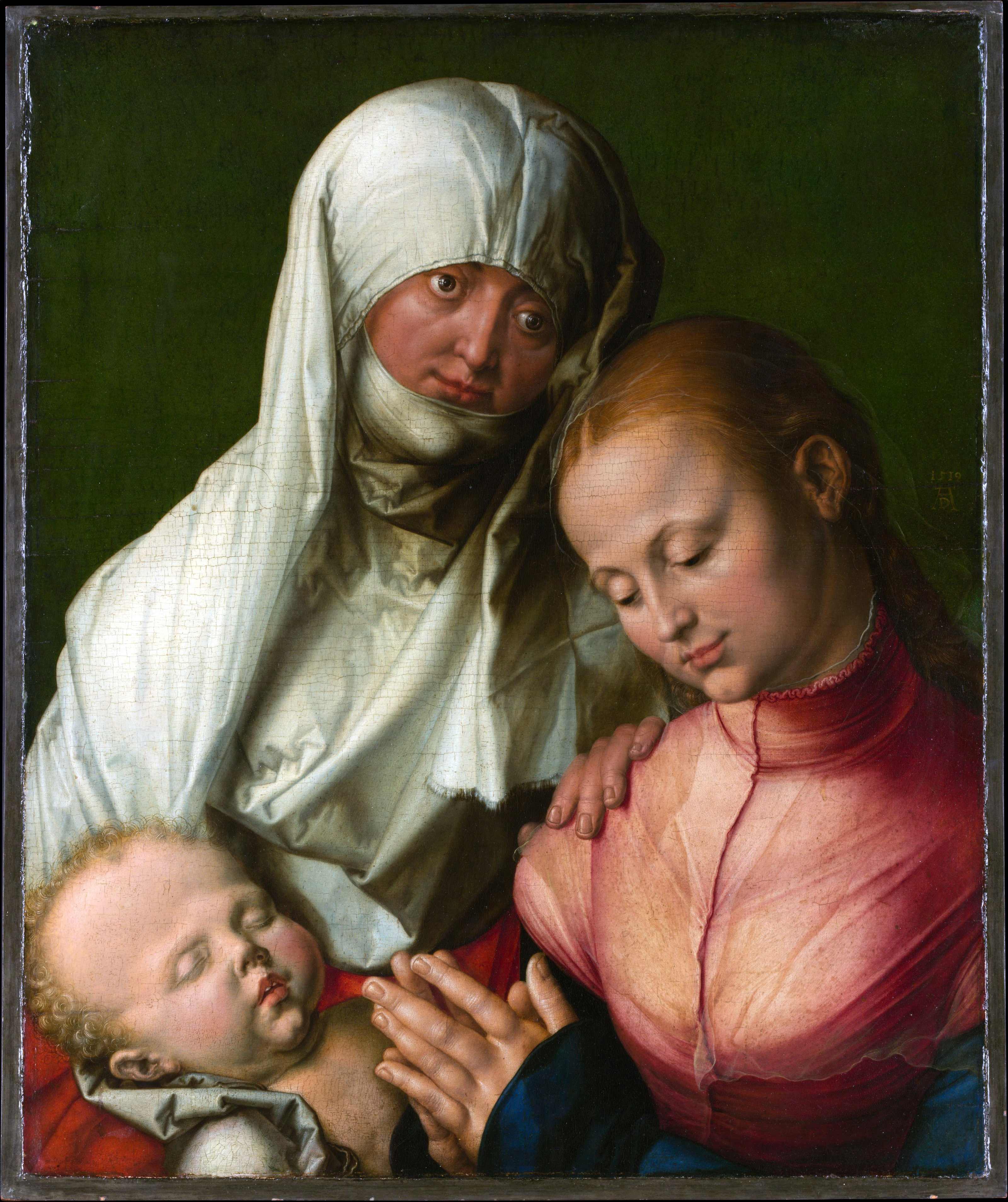
Anna trio: Agnes Dürer stond model voor Anna (met hoofddoek), 1519, Metropolitan Museum of Art, New York

Agnes Dürer (Neurenberg, 1475 – aldaar, 1539) was de echtgenote van de Duitse schilder Albrecht Dürer. Tijdens hun verloving en huwelijk, dat kinderloos bleef, werd zij verschillende malen geportretteerd door Dürer.

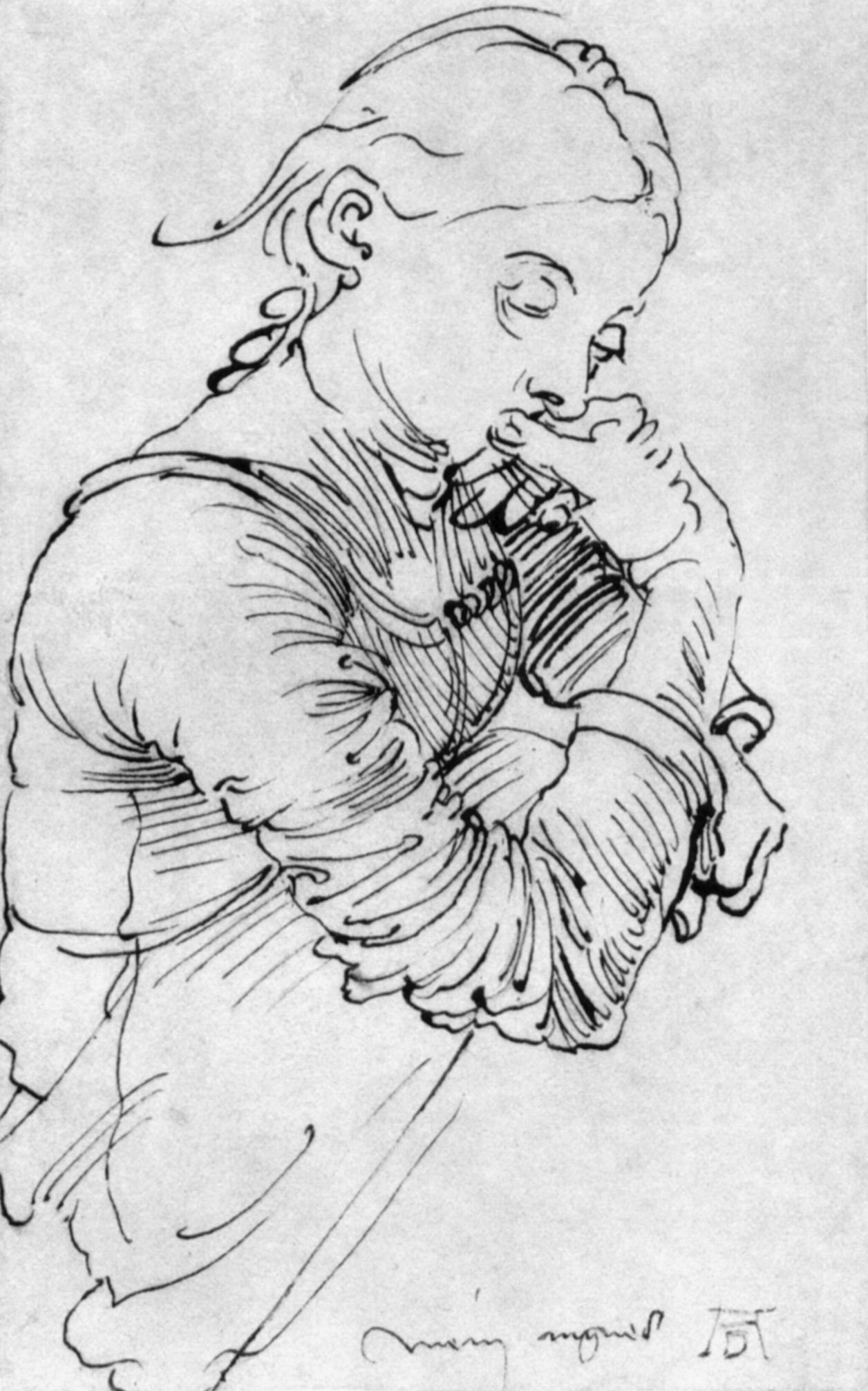
"Mein Agnes', tekening door Albrecht Dürer, 1494

Agnes Dürer was de dochter van de kopersmid en luitenbouwer Hans Frey en zijn vrouw Anna, die lid was van de aristocratische familie Rummel.
Agnes en Albrecht traden op 7 juli 1494 in het huwelijk. Albrecht Dürer werd door zijn ouders gedwongen om zijn grand tour door Europa af te breken om met haar trouwen. Volgens de familiekronieken bracht zij een bruidsschat in van 200 Gulden (de Duitse munt).
Het eerst bekende portret van Agnes dateert van 1494. Agnes Dürer was verantwoordelijk voor het vermarkten van de afdrukken van etsen die haar echtgenoot maakten. Zij bezochten regelmatig markten, waarop zij deze afdrukken verkochten. Meestal stonden zij op de weekmarkt in Neurenberg, waar Agnes een stalletje had naast handelaars in fruit en groenten. Ook is uit bronnen bekend dat zij aan markten deelnamen in Leipzig en Frankfurt. Tussen september 1505 en mei 1506 ging zij niet naar haar woonplaats terug na een bezoek aan Frankfurt, waarschijnlijk omdat in Neurenberg de pest was uitgebroken.
Tijdens de tweede reis van Albrecht Dürer naar Italië runde zij de werkplaats. In 1520 en 1521 reisde het echtpaar samen naar de Nederlanden. Het laatste portret van Agnes werd geschilderd tijdens deze periode. Het werd gemaakt op de 27e huwelijksdag.
Het huwelijk van Agnes en Albrecht Dürer bleef kinderloos, waardoor de familienaam Dürer uitstierf. Het huwelijk was niet zonder conflicten, zoals blijkt uit de brieven van Albrecht Dürer aan Willibald Pirckheimer waar hij in een extreem ruwe toon over zijn vrouw schreef. Hij noemde haar een "oude kraai" en maakte meer vulgaire opmerkingen over haar.
Na de dood van Dürer ging Agnes – als zijn enige erfgenaam – door met zijn werk te verkopen. Dit bleek ook uit een aankoop van keizer Karel V in 1528.